# TSC Kongress Gelsenkirchen
Der TSC Kongress Gelsenkirchen war ein Tanzsportverein in den 1980er Jahren mit einem Schwerpunkt auf dem Formationstanzen.
Namhafte Trainer des Tanzsportes trainierten dort sowohl die Latein- und Standardformationen als auch Einzelpaare. Wichtigste Trainer waren Jürgen Zumholte, Petra Heiduk und Diethelm Kornfeld.

## Erfolge
Die Lateinformation kämpfte sich in kurzer Zeit nach ganz oben: Deutscher Meister und Europameister 1982 sowie 1983 und 1984 Europameister, ebenso ertanzte sich die Lateinformation 1982 in der Rhein-Ruhr-Halle in Duisburg den Weltmeistertitel. Nach diesen Erfolgen gab es zwischen Jürgen Zumholte und dem Vorstand des TSC Kongress Gelsenkirchen Unstimmigkeiten. Die gesamte Lateingruppe gründete das TSZ Velbert. Der TSC Kongress Gelsenkirchen blieb bis Anfang der 90er Jahre auch national bekannt. Die Standardformation schaffte mehrmals den Aufstieg in die 1. Bundesliga. Auch als Ausrichter der World Trophy Kürtanz machte sich der TSC Kongress Gelsenkirchen einen Namen.
Spätere Lateinformationen:
- Saison 1997/98: Landesliga West III, Platz 8 von 9 Teams (Thema: „Coca Cola“)
- Saison 2006/07: Landesliga West II, Platz 8 von 10 Teams (Thema: „Chihuahua“) – hier schon als TSC Blau-Weiß Gelsenkirchen